# Espero (destroyer, 1927)
Pour les articles homonymes, voir Espero (destroyer).
Le Espero (fanion « ES ») était un destroyer italien de la classe Turbine lancé en 1927 pour la Marine royale italienne (en italien : Regia Marina). 

## Conception et description
Les destroyers de la classe Turbine étaient des versions agrandies et améliorées de la classe Sauro. Afin d'améliorer leur vitesse, ils ont été allongés et dotés de machines de propulsion plus puissantes que les navires précédents. Ils disposaient ainsi de plus d'espace pour le carburant, ce qui augmentait également leur endurance.
Ils avaient une longueur totale de 93,2 mètres, une largeur de 9,2 mètres et un tirant d'eau moyen de 3 mètres. Ils déplaçaient 1 090 tonnes  à charge normale et 1 700 tonnes à pleine charge. Leur effectif était de 12 officiers et 167 sous-officiers et marins.
Les Turbine étaient propulsées par deux turbines à vapeur à engrenage Parsons, chacune entraînant un arbre d'hélice à l'aide de la vapeur fournie par trois chaudières Thornycroft. La puissance nominale des turbines était de 40 000 chevaux (30 000 kW) pour une vitesse de 33 nœuds (61 km/h) en service , bien que les navires aient atteint des vitesses supérieures à 36 nœuds (67 km/h) pendant leurs essais en mer alors qu'ils étaient légèrement chargés. Ils transportaient 274 tonnes de fuel, ce qui leur donnait une autonomie de 3 200 milles nautiques (5 900 km) à une vitesse de 14 nœuds (26 km/h).
Leur batterie principale était composée de quatre canons de 120 millimètres dans deux tourelles jumelées, une à l'avant et une à l'arrière de la superstructure. La défense antiaérienne des navires de la classe Turbine était assurée par une paire de canons AA de 40 millimètres "pom-pom" dans des supports simples au milieu du navire et un support jumelé pour des mitrailleuses Breda Model 1931 de 13,2 millimètres. Ils étaient équipés de six tubes lance-torpilles de 533 millimètres dans deux supports triples au milieu du navire. Les Turbine pouvaient transporter 52 mines.

## Construction et mise en service
Le Espero est construit par le chantier naval Ansaldo à Sestri Ponente en Italie, et mis sur cale le 29 avril 1925. Il est lancé le 31 août 1927 et est achevé et mis en service le 4 avril 1927. Il est commissionné le même jour dans la Regia Marina.

## Histoire du service
En 1929 et 1930, le Espero participe à des voyages dans les eaux espagnoles et dans la mer Égée.
En février 1932, il est envoyé en Chine avec le croiseur lourd Trento, et revient en Italie en octobre de la même année.
En 1936-1938, il participe à la guerre civile d'Espagne pour lutter contre la contrebande de fournitures destinées aux troupes républicaines espagnoles.
Au début de la Seconde Guerre mondiale, il est basé à Tarente et est chef d'escadron du IIe escadron de destroyers, qui comprend les navires-jumeaux (sister ships) Borea, Ostro et Zeffiro. Le commandant de l'unité est, à partir du 26 juin, le capitaine de vaisseau (capitano di vascello) Enrico Baroni.
Le 27 juin 1940, dans la soirée, le Espero appareille de Tarente pour sa première mission de guerre: transporter à Tobrouk, avec le Ostro (Capitaine de corvette Luigi Monterisi) et le Zeffiro (Capitaine de corvette Giovanni Dessy), deux batteries antiaériennes (ou antichars) de la Milice volontaire pour la sécurité nationale (Milizia Volontaria per la Sicurezza Nazionale) pour un total de 10 canons, 120 tonnes de munitions et les domestiques relatifs, 162 chemises noires,,.
Dans l'après-midi du jour suivant, les trois unités du IIe escadron sont repérées et attaquées, à une centaine de milles nautiques (180 km) au nord de Tobrouk, par le 7e Escadron de croiseurs de la Royal Navy. Il est composé des croiseurs légers HMAS Sydney (D48) (australien), HMS Orion (85), HMS Liverpool (C11), HMS Neptune (20) et HMS Gloucester (62) (britannique), qui commencent à tirer à 18h00, à une distance comprise entre 16 000 et 18 000 mètres,. La vitesse théoriquement plus élevée que les trois destroyers italiens auraient dû avoir a été contrecarrée par la charge représentée par la cargaison embarquée. Le commandant Baroni décide donc de sacrifier son propre navire pour tenter de retenir les croiseurs britanniques, tout en ordonnant au Ostro et au Zeffiro de se diriger vers Benghazi à vitesse maximale (les deux destroyers échappent ainsi à la destruction et arrivent au port sains et saufs),,. 
Le Espero ouvre le feu à 18h10 et se dirige vers les croiseurs britanniques, en manœuvrant à grande vitesse pour éviter les bordées, en posant des écrans de fumée pour couvrir la retraite des unités jumelles, en tirant - inutilement - avec ses canons et en lançant des torpilles pour obliger les unités britanniques à garder leurs distances. En fait, il faut deux heures de combat et 5 000 obus (dont 1 600 du calibre principal, 152 mm), pour que le navire soit touché,. Les frappes sur le destroyer sont principalement dues au HMAS Sydney.
Les premiers obus tombés à bord du destroyer font de nombreuses victimes parmi les chemises noires, placées sur le pont, puis une chaudière est touchée et en peu de temps le Espero est immobilisé. Alors que trois des croiseurs s'apprrochent à 5 000 mètres pour achever sa destruction, il lancé deux autres torpilles,. Certaines embarcations sont mis à la mer, tandis que certaines pièces d'artillerie continuent à tirer jusqu'à ce que le Espero coule. Les dépôts de munitions sont inondés et le Espero chavire d'abord sur le côté bâbord, puis se redresse, puis, toujours touché et en feu, chavire sur le côté tribord et coule à 20h15 à la position géographique de 35° 18′ N, 20° 12′ E, emportant avec lui la plupart de l'équipage,,,. Le commandant Baroni, blessé, coule volontairement avec son navire: à sa mémoire, lui est attribué à titre posthume la médaille d'or de la valeur militaire,,.
Le HMAS Sydney, se rendant près du lieu du naufrage, récupère un radeau avec 37 (ou 41) survivants, tandis que les autres radeaux, en partie non vu, en partie éloignés pour éviter la captivité, restent à la dérive pendant plusieurs jours,.
Un seul d'entre eux, avec 36 hommes à bord (dont le commandant en second), est finalement sauvé,. Avant, cependant, il est resté à la dérive pendant 13 jours. En trois jours, la faim, la soif et la folie (certains hommes, rendus fous par la faim et le soleil, se sont jetés à l'eau, dont le commandant en second) ontt réduit le nombre des occupants à 14, puis à 7 lorsque, quatre jours après le naufrage, on trouve un canot de sauvetage abandonné avec quatre barils d'eau à bord, ce qui a permis la survie des hommes restants, sauf un,. Des avions sont aperçus les dixième et onzième jours, mais ce n'est que treize jours après le naufrage que les six survivants épuisés sont secourus par le sous-marin Topazio,.
Le Espero est la première unité perdue dans la sanglante guerre des convois pour la Libye.

### Commandants
- Capitaine de vaisseau (Capitano di vascello) Enrico Baroni (né à Florence le 24 novembre 1892) (26 - 28 juin 1940)

## Sources
- (it) Cet article est partiellement ou en totalité issu de l’article de Wikipédia en italien intitulé « Espero (cacciatorpediniere 1927) » (voir la liste des auteurs).